# Belionota metasticta
Belionota metasticta es una especie de escarabajo del género Belionota, familia Buprestidae. Fue descrita científicamente por Illiger en 1800.

## Distribución geográfica
Habita en Singapur e Indonesia.